# Берегацо (Комо)
Берегацо је насеље у Италији у округу Комо, региону Ломбардија.
Према процени из 2011. у насељу је живело 1005 становника. Насеље се налази на надморској висини од 406 м.